# Right Here (альбом)
| Оценки критиков       | Оценки критиков |
| Источник              | Оценка |
| --------------------- | --- |
| Cake Crumbs and Pages | 4 из 5 звёзд · 4 из 5 звёзд · 4 из 5 звёзд · 4 из 5 звёзд · 4 из 5 звёзд                                                                                      |
| Renowned For Sound    | 4,5 из 5 звёзд · 4,5 из 5 звёзд · 4,5 из 5 звёзд · 4,5 из 5 звёзд · 4,5 из 5 звёзд                                                                            |
| The Mancunion         | 6 из 10 звёзд · 6 из 10 звёзд · 6 из 10 звёзд · 6 из 10 звёзд · 6 из 10 звёзд · 6 из 10 звёзд · 6 из 10 звёзд · 6 из 10 звёзд · 6 из 10 звёзд · 6 из 10 звёзд |

Right Here — второй студийный альбом ирландского певца, бывшего участника группы Westlife Шейна Файлана.

## Информация об альбоме
Для Шейна Файлана «Right Here» стал вторым сольным альбомом. По словам экс-участника Westlife этот альбом можно считать продолжением дебютного лонгплея You and Me, но лирически он является чуть более универсальным и несколько менее личным, нежели предыдущая работа ирландского певца.

## Список композиций
| №   | Название                         | Автор(ы)                                                                                    | Продюсер(ы)                | Длительность |
| --- | -------------------------------- | ------------------------------------------------------------------------------------------- | -------------------------- | ------------ |
| 1.  | «Me and the Moon»                | Якоб Аттволл, Пэдди Далтон, Йордан Луппи, Йон Магуайр                                       | Якоб Аттволл, Джон Магуайр | 3:35         |
| 2.  | «I Could Be» (дуэт с Надин Койл) | Шейн Файлан, Энжелина Ларсен, Каспер Ларсен, Мик Хансен, Мартин Хоберг Хедегаард, Шерон Вон | Cutfather, Кей             | 2:57         |
| 3.  | «Right Here»                     | Филан, Алекс Дэвис, Дэнни Шах, Джулиан Эмери                                                | Дэвис, Магуайр             | 3:39         |
| 4.  | «Beautiful to Me»                | Магуайр, Джон Лилигрин, Натан Тауэлл                                                        | Магуайр                    | 3:34         |
| 5.  | «Your Love Carries Me»           | Дон Месколл, Стив Робсон                                                                    | Магуайр                    | 3:10         |
| 6.  | «Better Off a Fool»              | Филан, Дэниэл Дёрн, Кэтрин Клиф Андерсен, Хансен, Вон                                       | Cutfather, Дёрн            | 3:24         |
| 7.  | «Worst Kind of Love»             | Тре Жан-Мари, Карен Пул                                                                     |                            | 3:04         |
| 8.  | «I Can't Get Over You»           | Филан, Э. Ларсен, К. Ларсен, Хансен, Вон                                                    | Кей, Cutfather             | 3:26         |
| 9.  | «Effortlessly You»               | Филан, Жез Эшерст, Эмили Филлипс, Эмма Рохан                                                |                            | 3:37         |
| 10. | «All My Love»                    | Филан, Рохан, Эшерст                                                                        |                            | 3:26         |

## Чарты
| Страна         | Высшая позиция в чарте |
| -------------- | ---------------------- |
| Великобритания | 11                     |
| Ирландия       | 1                      |

## Хронология релиза
| Страна         | Дата релиза      | Формат                   | Лейбл             |
| -------------- | ---------------- | ------------------------ | ----------------- |
| Ирландия       | 25 сентября 2015 | Цифровая дистрибуция, CD | East West Records |
| Великобритания | 25 сентября 2015 | Цифровая дистрибуция, CD | East West Records |